# Julie Foggea

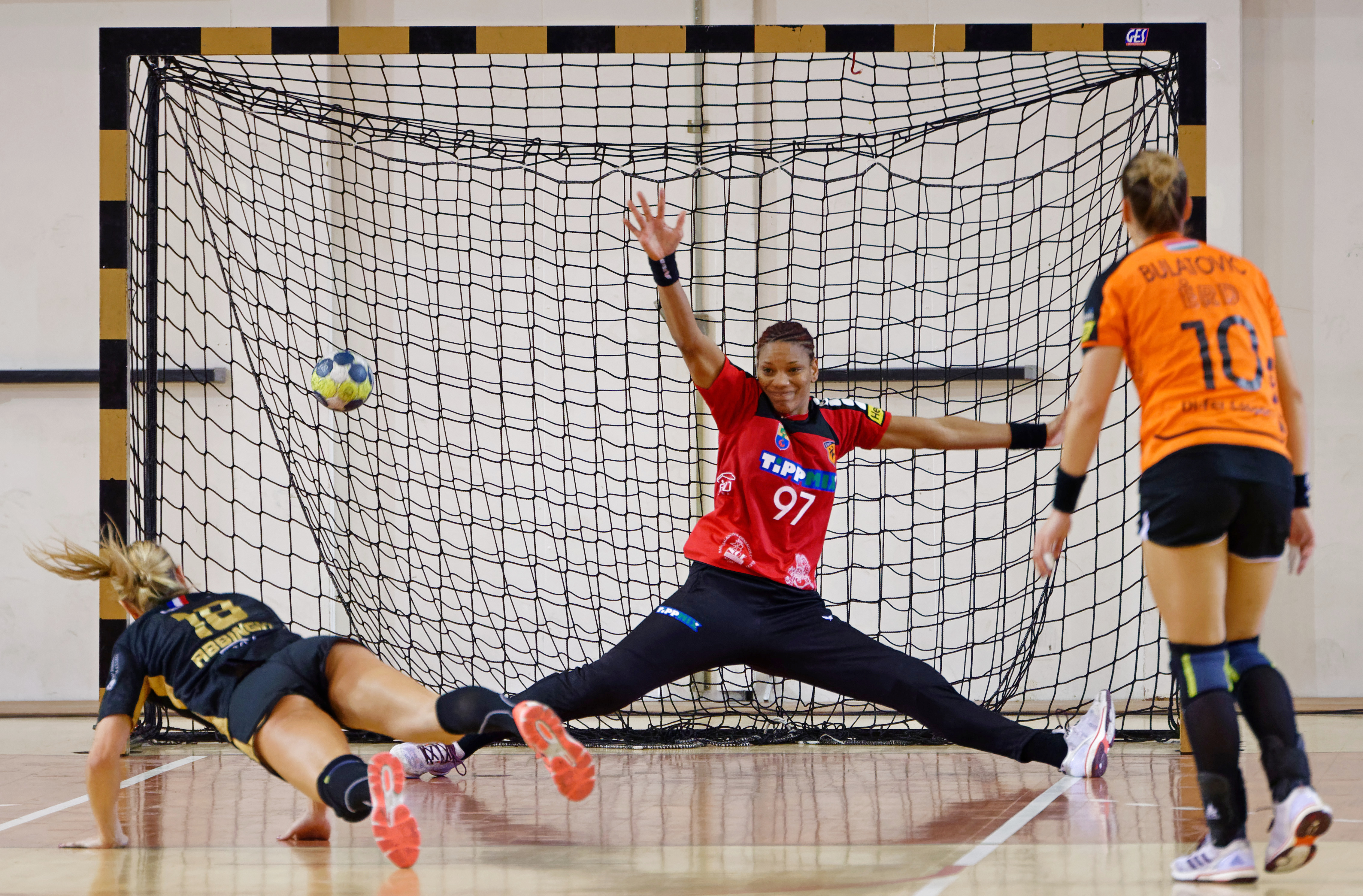
Julie Foggea encaisse un jet de 7 mètres de Lois Abbingh sous les yeux d'Anđela Bulatović, le 18 novembre 2017.

Julie Foggea, née le 28 août 1990 aux Abymes en Guadeloupe, est une handballeuse internationale française, évoluant au poste de gardienne de but.

## Biographie
Julie Foggea commence le handball à 14 ans dans le club de l'USR Handball, en Guadeloupe (Sainte-Rose), comme joueuse de champ. Elle a joué arrière gauche pendant deux saisons jusqu'à ce que la gardienne de son club ait voulu arrêter à ce poste. Le club n'ayant pas d'autre gardienne, Julie se propose pour la remplacer provisoirement dans les buts. Elle décide de rester définitivement à ce poste, encouragée après une première saison en tant que gardienne récompensée par un titre de championnes de Guadeloupe.
À l'issue de la saison 2012, elle doit rejoindre le club d'Arvor 29 mais celui-ci est relégué administrativement en Nationale 1 et Julie Foggea s'engage avec Mios-Biganos. En 2013-2014, elle est la meilleure gardienne de saison régulière du championnat de France au nombre d'arrêts.
Après trois saisons et une victoire en Coupe Challenge (C4) avec le club, devenu Union Mios Biganos-Bègles, Julie Foggea retrouve Fleury, où elle a déjà évolué de 2009 à 2012,. Elle y remporte la coupe de la Ligue en 2016.
Pour la saison 2017-2018, elle s'engage avec le club hongrois de Érdi VSE pour sa première expérience à l'étranger.
Début juin 2020, elle s'engage avec le club roumain du Rapid Bucarest, qui évolue en première division féminine, la Liga Națională.
En 2022, Julie Foggea fait son retour en France en s'engageant pour une saison plus une en option avec Brest Bretagne Handball où elle fera la paire avec Cléopâtre Darleux
.

## Palmarès

### Club
Compétitions internationales
- Vainqueur de la Coupe Challenge (C4) en 2015 (avec l'Union Mios Biganos-Bègles)

Compétitions nationales
- Vice-championne de France en 2016 (avec Fleury Loiret)
- Vainqueur de la Coupe de la Ligue française en 2016 (avec Fleury Loiret)
  - Finaliste en 2015 (avec Mios Biganos-Bègles)
- Vainqueur du Championnat de Roumanie en 2022 (avec le CS Rapid București)
- Troisième du Championnat de Hongrie en 2018
- Finaliste de la Coupe de Hongrie en 2018